# إن إكس تي يو كاي تايكأوفر: بلاكبول 2
إن إكس تي يو كاي تايكأوفر: بلاكبول 2 كان عرض مصارعة محترفة وحدثًا من نوع الدفع مقابل المشاهدة لشبكة دبليو دبليو إي أنتجته دبليو دبليو إي لقسم العلامة التجارية إن إكس تي المملكة المتحدة. أقيم العرض في 12 يناير 2020 في قاعة الإمبراطورة ببلاكبول في لانكشر في إنجلترا وتم بثه مباشرة على شبكة دبليو دبليو إي. كان هذا هو الحدث الثالث الذي يقام تحت اسم إن إكس تي المملكة المتحدة تايكأوفر.
تم التنافس على خمس مباريات في الحدث. وفي الحدث الرئيسي، هزم والتر جو كوفي بالاستسلام للاحتفاظ بطولة دبليو دبليو إي المملكة المتحدة. وفي مباريات أخرى، هزم فريق غالوس (جو كوفي وفولفغانغ) فريق إمبريوم (فابيان أيشنر ومارسيل بارثيل) وفريق غريزليد يونغ فيترانس (زاك جيبسون وجيمس دريك)، ومارك أندروز وفلاش مورغان ويبستر في مباراة أربع فرق ثنائية من نوع مباراة سلم ليحتفظا ببطولة الفرق الثنائية إن إكس تي المملكة المتحدة، كما احتفظت كاي لي راي ببطولة إن إكس تي النسائية المملكة المتحدة بفوزها على توني ستورم وبايبر نيفين في مباراة تهديد ثلاثي.

## الإنتاج

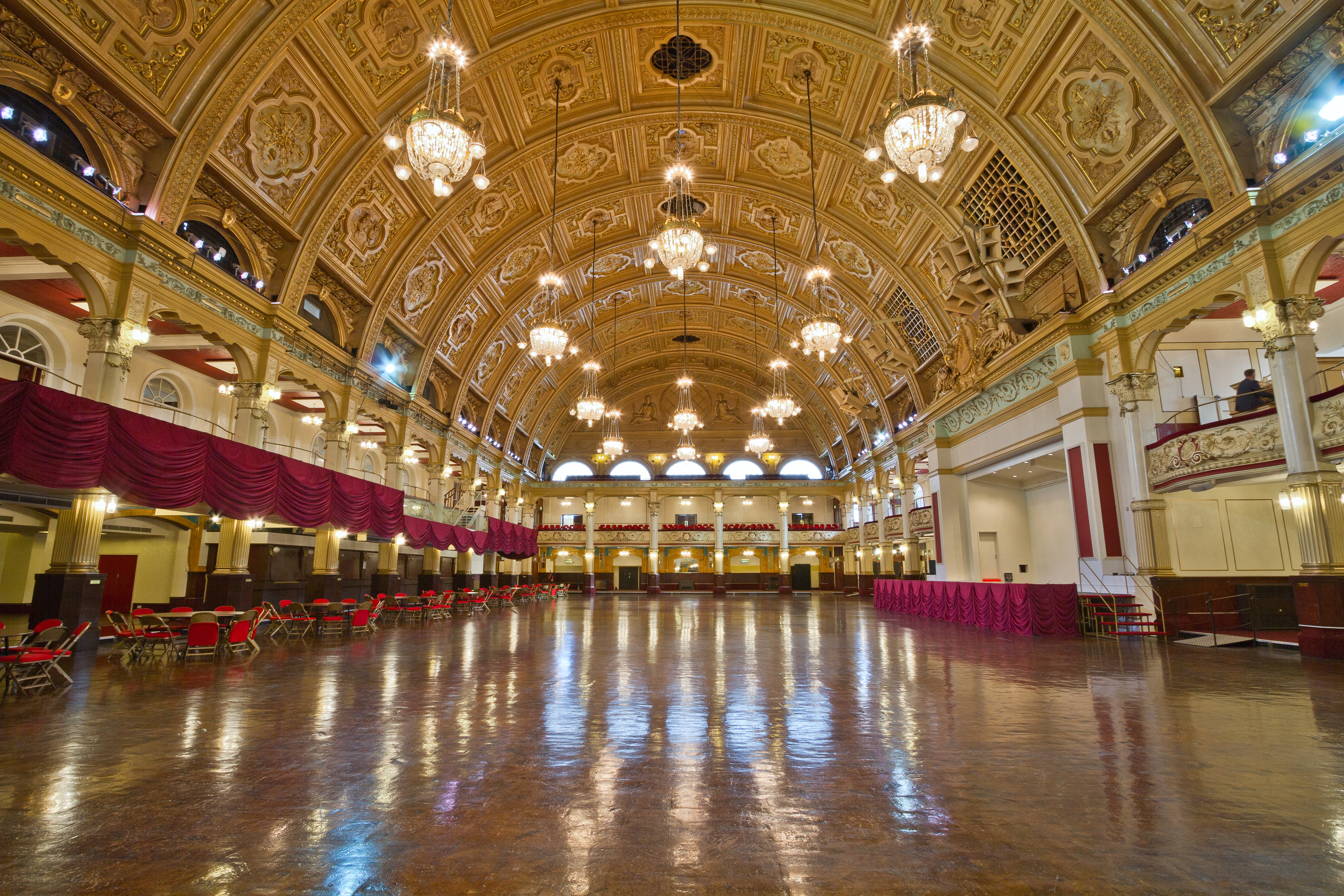
إليكم صورة مأخوذة من قاعة الإمبراطورة داخل الحدائق الشتوية. يقع في بلاكبول، لانكشاير، إنجلترا، المملكة المتحدة.

### الخلفية
تايكأوفر هي سلسلة من عروض المصارعة المحترفة وقد بدأت في 29 مايو 2014، عندما أقامت العلامة التجارية إن إكس تي التابعة لدبليو دبليو إي عرضها المباشر الثاني على شبكة دبليو دبليو إي. ظهرت علامة إن إكس تي المملكة المتحدة التجارية لأول مرة في أغسطس 2018 وتبنت لاحقًا عروض تايكأوفر الخاصة بالعلامة التجارية الشقيقة، بدءً من تايكأوفر: بلاكبول في عام 2019. وفي نوفمبر 2019، تم الإعلان عن حدث ثالث لإن إكس تي المملكة المتحدة تايكأوفر للمرة الثانية في بلاكبول.

### محاور القصص
تضمنت البطاقة خمس مباريات نتجت عن قصص مكتوبة. صُور المصارعون الأبطال أو الأشرار أو الشخصيات التي لا يمكن تمييزها في أحداث مكتوبة أدت إلى التوتر وبلغت ذروتها في مباراة مصارعة أو سلسلة من المباريات. تم تحديد النتائج مسبقًا من قبل كتَّاب دبليو دبليو إي على علامة إن إكس تي المملكة المتحدة، بينما يتم إنتاج الوقائع المنظورة في برنامجهم التلفزيوني الأسبوعي إن إكس تي المملكة المتحدة.
في حلقة 7 نوفمبر من إن إكس تي المملكة المتحدة، انتهت مباراة مارك أندروز وفلاش مورغان ويبستر بلا منافسة بعد تدخل غالوس وإمبريوم. وفي حلقة 12 ديسمبر من إن إكس تي المملكة المتحدة، انتهت مباراة غالوس على اللقب ضد إمبريوم (مارسيل بارثيل وفابيان أيشنر) بدون نتيجة بعد أن تشاجر مارك أندروز وفلاش مورغان ويبستر وغريزليد يونج فيتيرانز. وبعد ذلك، خرج جوني سانت وسيد سكالا وأعلنا أن فريق غالوس سيدافع عن البطولة ضد مارك أندروز وفلاش مورغان ويبستر، وغريزليد يونج فيتيرانز وإمبريوم في تايكأوفر: بلاكبول 2 في مباراة سلم.
في 28 نوفمبر من حلقة إن إكس تي المملكة المتحدة، وبعد مباراة بايبر نيفن ضد جيني، عادت توني ستورم وهاجمت كاي لي راي. ثم وفي حلقة 5 ديسمبر من إن إكس تي المملكة المتحدة، وبعد مباراة توني ستورم مع كيلر كيلي، هاجمت راي ستورم وخرجت نيفين وساعدت ستورم التي زعمت إنها لا تحتاج إلى مساعدتها. وفي حلقة 12 ديسمبر من إن إكس تي المملكة المتحدة، بعد مباراة كاي لي راي مع إيسلا داون، تحدثت راي باستهزاء حول ستورم ونيفين اللتان خرجتا وهاجمتا راي. وبينما كانت راي تغادر، أعلن سيد سكالا أن راي ستدافع عن بطولتها ضد ستورم ونيفين في مباراة تهديد ثلاثي في تايكأوفر: بلاكبول 2.

## الحدث
| وظيفة:            | اسم:               |
| ----------------- | ------------------ |
| المعلقون          | توم فيليبس         |
| المعلقون          | نايجل ماكجينيس     |
| مذيع الحلبة       | آندي شيبرد         |
| الحكام            | جويل ألين          |
| الحكام            | كريس شارب          |
| الحكام            | كريس روبرتس        |
| الحكام            | توم سكاربورو       |
| المحاور           | رادزي تشينيانجانيا |
| لوحة ما قبل العرض | آندي شيبرد         |
| لوحة ما قبل العرض | توم فيليبس         |
| لوحة ما قبل العرض | ويليام ريغال       |

### المباريات التمهيدية
في المباراة الافتتاحية، واجه ترينت سيفين إيدي دينيس. نفذ دينيس حركة نيكْ ستوب درايفر على سيفين للفوز.
بعد ذلك، دافعت كاي لي راي عن بطولة إن إكس تي النسائية المملكة المتحدة ضد توني ستورم وبايبر نيفين. نفذت ستورم فروغ سبلاش على نيفين لكن راي نفذت سوبركيك على ستورم. ثبتت راي نيفين للاحتفاظ بالبطولة.
بعد ذلك، واجه تايلر بات جوردان ديفلين. نفذ باتي حركة كوركسكرو سينتون بومب على ديفلين للفوز.
في وقت لاحق، دافع فريق جالوس (مارك كوفي وفولفغانغ) عن بطولة الفرق الثنائية إن إكس تي المملكة المتحدة ضد غريزليد يونج فيتيرانز (زاك جيبسون وجيمس دريك)، ومارك أندروز وفلاش مورغان ويبستر، وإمبريوم (فابيان أيشنر ومارسيل بارثيل) في مباراة سلم. نجح كوفي وفولفغانغ في الفوز بالمباراة للاحتفاظ بالبطولة.

### الحدث الرئيسي
في الحدث الرئيسي، دافع والتر عن بطولة دبليو دبليو إي المملكة المتحدة ضد جو كوفي. نفذ والتر سوبركيك الجري الأمامي على الحكم. نفذ كوفي بوربومب على والتر. تدخل ألكسندر وولف ونفذ ركلة دراجة على كوفي. ظهر إيليا دراجونوف وأدى توربيدو موسكو على وولف. نفذ والتر كلوثلاين على دراغونوف. ألقى والتر كوفي في الدرجات الفولاذية ونفذ بوربومب على ساحة الحلبة على كوفي. نفذ والتر كلوثلاين قصيرة الذراع على كوفي لشبه تثبيت. نفذ والتر دايفينغ سبلاش على كوفي لشبه تثبيت. نفذ كوفي ديسكيس كلوثلاين على والتر لشبه تثبيت. نفذ والتر سوبليكس منومة واثنين من باوربومب على كوفي. أجبر والتر كوفي على الاستسلام لحركة سايد هيدلوك للاحتفاظ بالبطولة.
بعد المباراة، هاجمت مجموعة أنديسبيوتيد إيرا إمبريوم. نفذ رودريك سترونج قفزة الركبة العالية على والتر وأدى آدم كول سوبركيك على والتر. نفذ كل من بوبي فيش وكايل أورايلي توتال إليمينيشان على والتر. نفذ كول لاست شوت على والتر.

## النتائج
| رقم                                                 | النتائج | الشروط                                                                                 | الوقت |
| --------------------------------------------------- | --- | -------------------------------------------------------------------------------------- | ----- |
| 1                                                   | جوزيف كونرز هزم إيه-كيد | مباراة فردية                                                                           | 10:17 |
| 2                                                   | ديف ماستيف هزم كايشوس أونو | مباراة فردية                                                                           | 6:49  |
| 3                                                   | إدي دينيس هزم ترينت سيفن | مباراة فردية                                                                           | 8:20  |
| 4                                                   | كاي لي راي (c) تهزم توني ستورم وبايبر نيفين | مباراة تهديد ثلاثي على بطولة إن إكس تي النسائية المملكة المتحدة                        | 13:10 |
| 5                                                   | تايلر بيت هزم جوردان ديفلين | مباراة فردية                                                                           | 22:30 |
| 6                                                   | غالوس (مارك كوفي وفولفغانغ) (c) هزم إمبريوم (فابيان أيشنر ومارسيل بارثيل) وغريزليد يونغ فيترانس (زاك جيبسون وجيمس دريك)، ومارك أندروز وفلاش مورغان ويبستر | مباراة فرق ثنائية رباعية مباراة سلم على بطولة الفرق الثنائية إن إكس تي المملكة المتحدة | 25:00 |
| 7                                                   | والتر (c) هزم جو كوفي بواسطة الاستسلام | مباراة فردية على بطولة دبليو دبليو إي المملكة المتحدة                                  | 27:35 |
| - (c) – تشير إلى البطل (الأبطال) عند بداية المباراة | |                                                                                        |       |

## روابط خارجية
- الموقع الرسمي